# Puteal Scribonianum
Il Puteal Scribonianum  o Puteal Libonis (Puteale di Libone) era una struttura nel Foro romano. Un puteale è una vera da pozzo classica, rotonda o a volte quadrata, situata sopra un pozzo, per evitare che le persone vi cadano dentro.

## Storia
Il puteale fu dedicato o restaurato da un Lucio Scribonio Libone, un membro della famiglia dei Liboni, forse il pretore del 204 a.C. o il tribuno della plebe del 149 a.C. Il tribunale pretorio era situato nelle vicinanze, essendo stato spostato dal comitium nel II secolo a.C. Divenne quindi un posto dove si incontravano litiganti, prestatori di denaro e uomini d'affari.
Secondo le fonti antiche il Puteal Scribonianum era un bidental, un punto che era stato colpito da un fulmine.
Prese il nome dalla sua somiglianza con il bordo di pietra, o bassa chiusura, intorno a un pozzo (puteus) che era tra il tempio dei Dioscuri e il tempio di Vesta, vicino alla porticus Iulia e all'Arcus Fabiorum (arco dei Fabii).
Tuttavia non sono stati scoperti resti di questo puteale. Si pensava che blocchi di travertino, che formavano un cerchio irregolare trovati vicino al tempio di Castore, fossero parte del puteal, ma quest'idea è stata abbandonata agli inizi del XX secolo.
Una moneta emessa nel 62 a.C. da Lucio Scribonio Libone (forse il console del 34 a.C.) mostra il puteal, che era stato restaurato. Sembra un cippus (monumento sepolcrale) o un'ara, con corona di alloro, due lire e un martello sotto la corona. Il martello potrebbe essere quello di Vulcano, la divinità che forgiava i fulmini.